# Robotomy
A Robotomy egy rövid életű rajzfilmsorozat volt, amelyet Michael Buckley és Joe Deasy készítettek a Cartoon Network számára. A műsorban két iskolába járó robot kalandjait követhetjük, akik egy olyan bolygón élnek, ahol csak robotok élnek, és egymást öldöklik minden ok nélkül. A két főhős kivételeknek számítanak, ők ugyanis nem ölik meg egymást, hanem barátságban élnek, és megpróbálják túlélni az iskolát. 
A sorozat rövid életű volt, mindössze 1 évadot élt meg 10 epizóddal. Magyarországon soha nem vetítették. 11 perces egy epizód. Az USA-ban 2010. október 25.-től 2011. január 24.-ig ment.